# Capeneralus subnodosus
Capeneralus subnodosus är en insektsart som beskrevs av Jacobi 1912. Capeneralus subnodosus ingår i släktet Capeneralus och familjen hornstritar. Inga underarter finns listade i Catalogue of Life.